# Eltofflor
Eltofflor är elektriskt uppladdningsbara värmande tofflor. Ett litet litiumjonbatteri laddas upp i tofflorna (det tar cirka 1 timme) per toffla och tofflorna sprider sedan värme runt fötterna i över 24 timmar. Insidan är beklädd med syntetisk ull. Eltofflor är bland annat bra för den som lider av dålig blodcirkulation och ofta blir kall om fötterna, och de används även inom vården, till exempel vid reumatism.